# 皮西 (索姆省)
皮西（法語：Pissy，法語發音：[pisi]）是法国上法蘭西大區索姆省的一个市镇，属于亚眠区。

## 地理
皮西（49°51'43"N, 2°7'50"E）面积6.63 平方千米，位于法国上法蘭西大區索姆省，该省份为法国北部沿海省份。
与皮西接壤的市镇（或旧市镇、城区）包括：博韦勒、克莱里-索尔舒瓦、弗吕、吉涅米库尔、勒韦勒、瑟村。

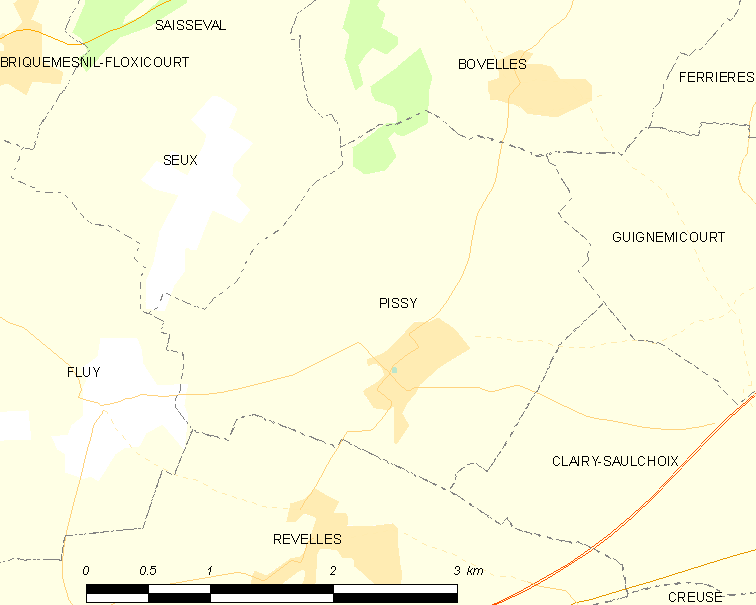
的OSM定位图

皮西的时区为UTC+01:00、UTC+02:00（夏令时）。

## 行政
皮西的邮政编码为80540，INSEE市镇编码为80626。

## 政治
皮西所属的省级选区为索姆河畔阿伊县。

## 人口

1962-2008年间人口变化图示

皮西于2022年1月1日时的人口数量为290人。